# Nicola Vasile
Nicola Vasile (Bucarest, 15 settembre 1984) è un ex calciatore rumeno, di ruolo centrocampista.

## Carriera
Ha disputato 33 incontri nella Liga I, massima serie del calcio rumeno con la maglia dello Sportul Studențesc.